# Municipio de Tepechitlán
El municipio de Tepechitlán (del náhuatl: tepechitlán ‘abundancia de peñascos o peñascal’) es uno de los 58 municipios del estado mexicano de Zacatecas. Su cabecera es la localidad de Tepechitlán. Limita al norte con el municipio de Tlaltenango de Sánchez Román, al sur con Santa María de la Paz, al este con el municipio de Jalpa, y al oeste con los municipios de Atolinga, Benito Juárez y parte de Chimaltitán, Jalisco.

## Toponimia
Tepechitlán proviene del nahuatl "Tepezil" que quiere decir abundancia de peñascos o peñascal, que hace referencia a que abundan los peñascos o lugar entre peñascales.

## Escudo
El Escudo integra los siguientes elementos:
- Laurel, símbolo de la victoria.
- Emblema Tepezil 1537 (año de fundación) y Ubérrima tierra (tierra fértil).
- Cerro Chino, el más alto de la región.
- El cerro del frentón.
- El Indio Caxcán.
- El Pez.
- El Toro que simboliza la vocación ganadera.
- Cereales de maíz, avena y trigo.
- El libro.
- Los tres elementos arquitectónicos que representan a pueblo: el reloj, el templo y el Palacio Municipal.

## Historia
Tepechitlán: la fundación de Tepechitlan por los españoles es el 14 de septiembre de 1537, fecha en la que se le otorga el título de propiedad, y en lo que es hoy La Altamira, anexo de la cabecera Municipal actual.
Pero ya había pablación en la Región. La tribu nómada de los caxcanes llegan hacia la mitad del siglo XII desterrando a sus parientes nahoas los tecueshes de los valles de Tlaltenango y el Teúl.
Philip W. Powell, En su libro La guerra Chichimeca menciona que las mayores esperanzas se encontraron en las tierras inexploradas al norte y al oeste de la Cd. de México. En algún lugar, siempre más lejano, se realizaría un gran descubrimiento. Así entre el año de 1529 y 1536, Nuño de Guzmán, aventurero, político y conquistador, asoló las tierras situadas al norte y al oeste de la capital hispano azteca y formó la provincia llamada Nueva Galicia, que pronto se centró en la región Guadalajara-Compostela; El hermano Marcos y después Coronado recorrieron los límites septentrionales de la meseta central en infructuosa búsqueda de ciudades fabulosas y posibles riquezas. Cuando Coronado no encontró grandes riquezas ni reinos en el norte "1540-1542", las esperanzas empezaron a desvanecerse. 
El fracaso de Coronado coincidió con un vígoroso intento de los indios por arrojar a los españoles de sus puestos avanzados del noroeste, de la Nueva Galicia. Este conflicto llamado la guerra del Mixtón, o la rebelión de Tenamaztle (1541-1542 ), reveló una sorprendente fuerza bélica entre los tribeños seminòmadas del norte de Guadalajara. Los españoles y sus aliados estuvieron a punto de ser vencidos en esta guerra, lo que no pareció augurar nada bueno para quienes seguían soñando con encontrar riquezas en el norte.
Aunque ya antes hubo sido conquistado el territorio de Tlaltenango y Tepechitlán, el virrey Don Antonio de Mendoza, por el año de 1529, con 150 hombres combatió a los caxcanes, que en número de 100 guerreros estaban fortalecidos en el Cerro del Mixtón, donde duró 13 días, el ejército español estuvo a punto de ceder después de encarnizados combates pero finalmente logró romper el sitio, muriendo una gran cantidad de soldados caxcanes y siendo pocos los que lograron huir a las tierras nayaritas. Con este triunfo quedó conquistado el territorio Caxcan por los españoles, por primera vez. 
Aunque no fue fácil catequizar a los indios con todos los enfrentamientos y percusiones, los frailes hicieron que abrazaran la fe católica, fuera de toda aquella tensión que se vivía por estos lugares, sus recorridos tan grandes de un lugar a otro, dando todo, quedó catequizado este cañón. Otros pueblos tan antiguos y legendarios como Tepechitlán, también los son Talesteipa, San Pedro Ocotlán, y Santiago, el primero de los territorios dados a los pueblos Indios de esta región, por el virrey Don Antonio de Mendoza a los indios de Talesteipa a 25 comuneros, en el año de 1535, siendo hasta el 1 de enero de 1536, cuando se le otorga a San Pedro Ocotlán, su asentamiento se encuentra en el cerro del Tuy, en donde su comunicación era buena puesto que eran familias caxcanas del Teúl. 
En el año de 1750, se le otorgó el título a la comunidad de Santiago Nexcaltitán, dado este por Don Antonio de Iñiguez y Martín de Blanca, duque de conquista.
Tepechitlán pueblo Histórico de gran tradición y unión donde se reapunta la tribu Caxcana, el 14 de septiembre de 1537, fecha en la que se reconquista, en lo que es hoy LA ALTAMIRA, donde se encuentran ruinas, pedazos de utensilios y donde también se han encontrado monos de barro a quienes tenían como dioses. Ignorándose que se ha hecho de ellos. La descendencia Caxcana habitada en esta región, tenía una visión: que escogían los lugares más altos para vivir y protegerse del enemigo. Su gobierno fue matriarcal, donde reinaba “TOLLITA”, quien señoreaba este valle de Tlaltenango. 
La religión de este pueblo Caxcan fue politeísta, representada por dioses como Tláloc (dios de la lluvia), y Tecolari (Sombra que vigila el agua revificante), cuya ofrenda máxima era la victimización o sacrificios de niños menores. Tal parece que los caxcanes de esta región no podían manejar el jade, piedras preciosas. Su raza precolombina estaba tan alejada que no tenía comunicación cultural con otras tribus, como lo eran los aztecas. Con Don Cristóbal de Oñate venían muchos españoles para la conquista entre ellos tres frailes. Fray Bartolomé de las Casas, Fray Juan de Estrada y Fray Juan de Zumarraga fueron los primeros frailes que llegaron a esta comarca caxcana, predicando y bautizando a todos los indios. Se dieron varios enfrentamientos con la gente de Oñate, siendo el triunfo para los blancos. Los frailes les entregaban una imagen de San Juan Bautista, para predicarles y catequizarlos, hasta llegar a ganarse su confianza. 
Los frailes según Juan de Velazco, realizaron bautizos a los indios, uno llamado HILHUICAL, se le llamó Pedro del Rosario, al cacique FHASAGUANJUA, se le llamó Pedro Juan y FHETPAELALTE, se llamó Francisco Sebastián, con todo esto se da origen a su nombre de SAN JUAN BAUTISTA DE TEPECHITLAN.
Su gobierno fue matriarcal, donde reinaba "Tollita", quien señoreaba este valle de Tlaltenango.
Antecedentes coloniales
En 1616 vino a tierras penechitlenses don Juan Dávalos y Toledo, mandado por el rey Felipe II para inspeccionar el estado moral y económico de los habitantes de esta región, quien escuchó sus quejas.
| Año  | Acontecimientos |
| 1529 | El virrey don Antonio de Mendoza, con 150 hombres combatió a los caxcanes, con esta batalla, se conquistó el territorio caxcán por los españoles. |
| 1857 | Se constituye Tepechitlán como municipalidad. |
| 1858 | Máximo González ataca Tepechitlán y a Sánchez Román.                                                                                              |

## Geografía
El municipio de Tepechitlán, se localiza en la parte Sur del estado de Zacatecas, en las estribaciones de la Sierra Madre Occidental, que son: La Sierra de Morones, al Este y la Sierra de Atolinga al oeste, formando parte de lo que recibe el nombre regional del Cañón de Tlaltenango.
El Municipio de Tepechitlán se encuentra situado en las coordenadas extremas de: Latitud norte 21°, 33´, 49´´, y 21°, 44´, 00´´, y latitud oeste de 103°, 09´, 07´´ y 103°, 32´ y 01´´, con una altitud promedio de 1700 m s. n. m. (metros sobre el nivel del mar). Limita al norte con el municipio de Tlaltenango, al sur con Santa María de la Paz, al este con el municipio de Jalpa, y al oeste con los municipios de Atolinga, Florencia de Benito Juárez y parte de Chimaltitán, Jalisco.
El relieve más sobresaliente es el Cerro Chino, situado al sureste del municipio, el cual es un componente de la Sierra de Morones.
Dentro del paisaje de Tepechitlán, encontramos montañas y llanuras. Se pueden distinguir valles regados por la presa Miguel Alemán (Nombre local Presa de Excamé) y Morelos, cerrados estos por montañas.
El relieve de Tepechitlán es muy variado y con base en éste se divide en dos grandes regiones: el valle de Tlaltenango, las Sierras de Atolinga y Morones y el popular Cerro del Frentón.

## Demografía
En el municipio habitan 8,321 personas, de las cuales 4,337 son mujeres y 3,984 son hombres según el censo de 2020.

## Clima
El clima va de templado subhúmedo a semicálido subhúmedo, ambos con lluvias en verano, la temperatura media anual va de 14 a 20 °C, con máximas de 32 °C, en el mes de mayo y la temperatura mínima es de −3 °C en los meses de diciembre y enero y por tanto una oscilación térmica de 39 °C. La precipitación pluvial varía de 700 a 1000 milímetros anuales.

## Hidrografía
La pendiente y conformación topográfica condicionan la formación de múltiples escurrimientos, los cuales se van uniendo entre sí para formar otros mayores entre los que destacan el San Pedro, Villa Juárez y Ramírez. los cuales son afluentes del río Tlaltenango, el cual sigue recibiendo otros como el río Colotlán, para transformarse aguas abajo en el río Bolaños, mismo que forma parte de la cuenca del Río Santiago.
En este municipio se encuentra la Presa Miguel Alemán, ubicada en la comunidad de Excamé a 2.5 km de distancia de la cabecera municipal, su construcción fue iniciada en el año de 1946, siendo presidente de la República el general Manuel Ávila Camacho y concluida en 1949 en el periodo del licenciado Miguel Alemán: la capacidad estimada es de 81 millones de metros cúbicos para el beneficio de 6100 ha (hectáreas) de tierra por medio de canales que distribuyen el agua para el riego. Otra presa que existe en el municipio es la presa Morelos, ubicada en la comunidad de la Boquilla, planeada con una capacidad de 10 mil millones de metros cúbicos, para beneficio de 1800 ha de tierra, también cuenta con una red de canales para riego de algunas hectáreas. Fue inaugurada el 12 de junio de 1986, siendo gobernador del Estado J. Guadalupe Cervantes Corona.

## Suelo
La mayor parte de suelo del valle se presenta en capas muy finas a causa de una sedimentación del río y arroyos, también encontramos suelos francos y de migajón, para la práctica de la agricultura; se compone de arcilla, arena y limo. El migajón es la parte del suelo que existe entre la superficie de un terreno hasta la roca madre que se encuentra en la profundidad.
En las zonas de las sierras, la región es mayormente semiárida. La parte sureste es más seca y algo árida, la porción suroeste es semiárida y ligeramente subhumeda lo cual influye en su vegetación.
Los suelos de la región se identifican por su color castaño y se localizan en climas templados con deficiente humedad, de inviernos fríos y veranos calientes. La aridez domina al llano, pero no a la montaña. Según la clasificación de suelos por la UNESCO-FAO en Tepechitlán se encuentran rRegosol éutrico, luvisol férrico, órtico, eútrico, crómico, cambisol éutico, foezem háplico y vertisol pélico.
Los suelos pertenecen a la era geológica del cenozoico, cuaternario; aluviones, y son de café claro.
En cuanto al uso potencial para la producción agrícola tenemos que:
- Para la agricultura mecanizada continua (50.6 %)
- Para la agricultura de tracción animal continua (10.6 %)
- Para la agricultura manual estacional (13.9 %)
- No apta para la agricultura (24.9 %)

Para la producción pecuaria tenemos:
- Para el desarrollo de praderas cultivadas (50.6 %)
- Para el aprovechamiento de la vegetación natural diferente del pastizal (11.3 %)
- Para el aprovechamiento de la vegetación natural únicamente por el ganado caprino (37.1 %)
- No apta para uso pecuario (1.0 %)

## Flora
La flora consta de dos tipos, incluye especies como las siguientes, empezando por las de las partes más altas y húmedas a las bajas más áridas: pino, madroño, manzanilla, roble grandifolia, tres tipos de encino, maguey maspadillo, diferentes tipos de cactáceas, desde biznaga hasta nopales criollos, matorral espinoso, garruño, huizache, tepame, varaduz, mezquite y sauz sobre las márgenes de los ríos y fuentes de agua y una gran variedad de plantas herbáceas y pastos dentro de los que destacan por su importancia como forraje de calidad para el ganado: el navajita y el chinito.

## Fauna
Tepechitlán incluye especies como: coyote, venado cola blanca, jabalí, conejo, liebre, mapache, ardilla de cerca, ardilla voladora, tejón, zorra, zorrillo, armadillo; aves como el guajolote silvestre, el correcaminos, la codorniz, la huilota, paloma pinta, pichón, paloma hormiguera, carpintero cabeza roja, pato, aguililla, búho, lechuza, cuervo y zopilote; peces como bagre, mojarra, carpa y lobina; y reptiles como camaleón, tortuga, víbora de cascabel, alicante, culebra rayada y pitón.

## Cultura y tradiciones
La religión predominante son católicos (94 %), seguidos por los evangélicos (3 %) y los Testigos de Jehová (1 %). La predominancia de la religión católica está remarcada porque esta región fue bastión del Movimiento Cristero o Guerra Cristera.
Las fiestas más tradicionales son:
Día de San Juan Bautista y
el día de la Virgen de Guadalupe.

## Personalidades distinguidas
Don Mateo Correa Magallanes, (1866-1927)
Mártir del Movimiento Cristero, fusilado por no declarar lo que dijeron en confesión al General Eulogio Ortiz.
Andrés Arteaga de León
(1886-1944) Licenciado y secretario del Gobernador interino por tres veces en el estado de Zacatecas.
Juan Francisco Román
(1825-1906) Licenciado intelectual y Jurisconsulto de ideas liberales que junto con el General Jesús González Ortega fundaron el periódico "La Sombra de García".
Daniel L. Arteaga
(1836-1894) Profesor normalista y abogado, fue secretario de gobierno de J Guadalupe González, primer Gobernador constitucional de Zacatecas. Estuvo presente en el Congreso Constituyente de Querétaro.

## Economía
La economía de Tepechitlán se basa principalmente en actividades del sector primario, con algo de servicios principalmente el comercio y los servicios básicos educación, administración, salud, etc., mientras que la industria es prácticamente inexistente.
Dentro de las actividades del sector primario, destaca la ganadería, seguida por la agricultura, algo de pesca y producción de peces de agua dulce (Carpa tilapia, chompa, bagre y en menor medida Lobina, esta última prácticamente solo en la presa Miguel alemán o Excamé) en pequeños bordos y presas.
En cuanto a la ganadería, sobre sale la crianza y engorda de bovinos para carne, seguido de la producción de ovinos, que ha tenido un crecimiento importante las dos últimas décadas, y la crianza cerdos, tanto en pequeñas granjas, como en tras-patio y por último la crianza de aves de corral, la mayoría gallinas de doble propósito (huevo y carne), muy pocos pavos y aún menos, los patos y gansos. En esta actividad también se hace necesario destacar, la producción de aves de combate, que tiene gran tradición.
En cuanto a la crianza de bovinos, es de destacar, los criadores de ganado de registro de razas puras, dentro de las que se encuentran, los criadores de Charolais, de Aberdeen Angus, de pardo suizo, Brahaman, Beef Master, Simmental y Limousin.
En la Actividad Ganadera, se caracteriza por ser una actividad desarrollada desde la época de la colonización, los ganaderos se dedican a la actividad agrícola, para auto-consumo, pues su producto, es el forraje del ganado para la época de estiaje. La gran mayoría de los ganaderos son criadores extensivos, se venden los becerros y los vientres de desecho, a los engordadores o a los carniceros locales. La producción de leche es una actividad tradicional, aunque lo que se comercializa es el queso, son pocos los ganaderos que la practican, pero como parte complementaria de su actividad principal.
También hay ganaderos de ovinos, y han aumentado su número, aunque algunos como complemento de la producción de bovinos y otros combinados con cabras. Las cabras han disminuido su importancia en la región a pesar de que hay áreas que solo sirven para este tipo de ganadería.
Otra actividad pecuaria de importancia es la apicultura, la cuan perdió mucho terreno en el último cuarto del siglo XX, debido a las enfermedades, los parásitos, al incremento del uso de pesticidas en la agricultura y la africanización. Antes había apiarios en toda la región y algunos que rebasaban las 300 colmenas, eso sí, muy rústicas, principalmente usaban trozos huecos de madera (ochote) tapados con pencas de nopal y sellados con buñiga. En la actualidad está resurgiendo, pero con productores más modernizados, con cajas de madera, con alzas y bastidores, estos utilizan extractores y cera estampada.
La actividad agrícola es complementaria de la ganadería, pues la mayoría de los agricultores siembran maíz, avena, cebada, algo de trigo y soro, con fines de obtención de forraje, si no lo consumen ellos directamente, lo venden a los ganaderos o engordadores. La producción de grano ha sido, históricamente muy baja, solo para el autoconsumo humano, y muy poco se comercializa. La fruticultura se extinguió en la segunda mitad del siglo pasado y solo quedan de ella, muy pocos árboles en los traspatios de las viviendas, con algunos cítricos, durazno, pera, manzana, chabacano, higos, ciruelos y tuna.
Otro aspecto importante a señalar en la economía del municipio, es la dependencia importante que tiene de las remesas de los emigrantes, principalmente de Estados Unidos, al igual que muchos municipios del estado.
1. Población
2. Gobierno